# Arkham Horror: The Card Game
Arkham Horror: The Card Game és un joc de cartes viu cooperatiu produït per Fantasy Flight Games. Està ambientat en l'univers del joc de rol La crida de Cthulhu de Chaosium, que es basa en els mites de Cthulhu d'H. P. Lovecraft i altres escriptors de terror còsmic. El títol fa referència a la ciutat fictícia d'Arkham situada a l'estat nord-americà de Massachusetts, a la regió de Nova Anglaterra, que s'esmenta en moltes històries dels mites. Està disponible en diversos idiomes, però no en català.